# 宮田村 (福岡県)
宮田村（みやたむら）は、福岡県宗像郡にあった村。現在の宗像市の一部にあたる。

## 地理
釣川の支流、朝町川流域に位置していた。

## 歴史

### 沿革
- 1889年（明治22年）4月1日 - 宗像郡曲村、朝町村、光岡村が合併して村制施行し、宮田村が設立[1][2]。
- 1911年（明治44年）6月1日 - 宗像郡野坂村と合併し南郷村を新設して廃止された[1][2]。

### 地名の由来
役場所在の字宮田町による。宮田町にはかつて宗像神社の祭田が所在していた。